# (24761) Ahau
(24761) Ahau (1993 BW2) – planetoida z grupy Apollo okrążająca Słońce w ciągu 1,54 lat w średniej odległości 1,34 j.a. Odkryta 28 stycznia 1993 roku.